# Mariä Himmelfahrt (Zwingenberg)

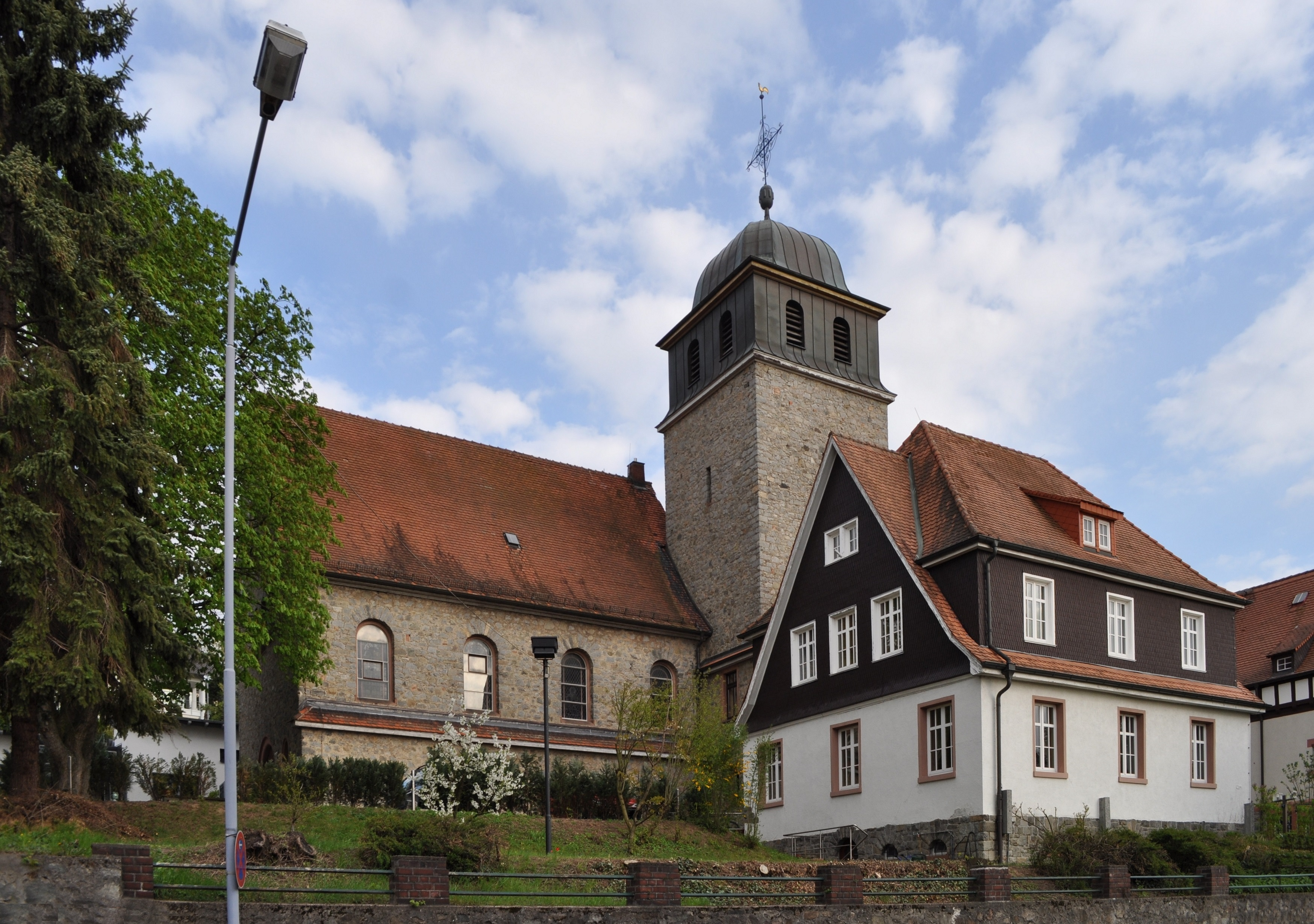
Mariä Himmelfahrt in Zwingenberg, Kirche und Pfarrhaus

Die römisch-katholische, denkmalgeschützte Kirche Mariä Himmelfahrt steht in der Gemeinde Zwingenberg im Landkreis Bergstraße in Hessen. Die Kirche gehört als Filiale zur Großpfarrei Heilig Geist an der Bergstraße in der Region Südhessen des Bistums Mainz.

## Beschreibung
Im April 1912 erfolgte die Grundsteinlegung für die neuromanische Saalkirche nach einem Entwurf von Hans Rummel. Die Weihe fand im Oktober statt. Die Kirche steht in Nord-Süd-Richtung. Westlich des eingezogenen Chors mit 3/8-Schluss im Süden steht der quadratische, mit einer Glockenhaube bedeckte Kirchturm. Sein oberstes Geschoss beherbergt hinter den rundbogig schließenden Klangarkaden den Glockenstuhl. Im Winkel zwischen Turm und Chor ist ein Treppenturm angefügt. In den Längswänden des mit einem steilen Satteldach bedeckten Kirchenschiffs sind jeweils vier hohe Bogenfenster. Der Innenraum des Kirchenschiffs ist mit einem Tonnengewölbe überspannt, der Chor mit einem Kreuzgratgewölbe. Über dem Altar westlich des Triumphbogens befindet sich eine neugotische Regina caeli. Östlich des Triumphbogens steht das Taufbecken aus der Erbauungszeit der Kirche.